# Nektaspida
Nektaspida é uma ordem de artrópodes pertencente à classe Trilobita . O grupo surgiu no Cambriano e extinguiu-se no Siluriano.

## Famílias
- Liwiidae
- Naraoiidae